# Wieliczki
Wieliczki (Wielitzken fino al 1938, Wallenrode dal 1938 al 1945) è un comune rurale polacco del distretto di Olecko, nel voivodato della Varmia-Masuria.

## Geografia fisica
Ricopre una superficie di 141 km² e nel 2006 contava 3 420 abitanti.

## Geografia antropica

### Frazioni
Cimochy, Cimoszki, Gąsiorówko, Godziejewo, Guty, Jelitki, Kleszczewo, Krupin, Małe Olecko, Markowskie, Niedźwiedzkie, Nory, Nowe Raczki, Puchówka, Rynie, Sobole, Szeszki, Urbanki, Wieliczki, Wilkasy, Wojnasy.